# Planina (Ljubno)
Planina is een plaats in Slovenië en maakt deel uit van de gemeente Ljubno in de NUTS-3-regio Savinjska. De plaats telde 81 inwoners op 1 januari 2020.